# Sylvius Knutzen
Sylvius Knutzen (6. august 1870 i Odense – 1. juli 1939 i Hellerup) var en dansk arkitekt, der særligt har arbejdet i Nordjylland i og omkring Hjørring. Han var eksponent for Bedre Byggeskik-stilens videreudvikling af nationalromantikken med bygninger i røde håndstrøgne sten, halvvalmede røde tegltage og hvide småsprossede vinduer.
Knutzens forældre var fuldmægtig og senere vinhandler Johan Søren Peter Knutzen og Sophie Christence f. Prange. Han blev tømrersvend og dimittend fra Odense Tekniske Skole. Dernæst gik han på Kunstakademiets Arkitektskole i København fra september 1890 til afgang i maj 1899. Han tegnede hos Vilhelm Dahlerup, Heinrich Wenck og Axel Møller. 1902-03 var han i Tyskland og Italien.
Han var assistent ved Kunstakademiets dekorationsskole og almene forberedelsesklasse 1904-14. 
Knutzen udstillede på Charlottenborg Forårsudstilling 1903, 1906, 1914, 1919, 1921, 1923 og 1926, deltog i Landsudstillingen i Århus 1909, Dänische Ausstellung, Kgl. Kunstgewerbemuseum, Berlin 1910-11, Kunstnerforeningen af 18. November 1921's udstillinger i 1923-24, 1926-27, 1930, 1932-34 og 1936-39.
Han var ugift og er begravet på Vestre Kirkegård (København).

## Værker
- Villa, Kalkværksvej 4, Frederikshavn (1904)
- Gartnerbolig med drivhuse, Kastrupvej 1, Kastrup (ca. 1910)
- Villa, Fuglebakkevej 77, Frederiksberg (1914, præmieret)
- Villa i Holte (udstillet 1914)
- Gravsteder på Vestre Kirkegård (udstillet 1921)

### IHjørring
- Hjørring Bank, Østergade (1902)
- Hjørring Teater (1907, facade, foyer og indgangsparti forsvundet 1957)
- Hjørring Vestbanegård (1913, ombygget til auktionslokale 1942, tag brændt 1973, nedrevet)
- Rets- og politibygning, Jernbanegade (1919-20)
- Gravsted, Hjørring Kirkegård (udstillet 1926)

### Stationsbygninger (Hjørring Privatbaner)
- Hjørring-Hørby Jernbane (1913)
- Hjørring-Løkken-Aabybro Jernbane (1913)
- Vodskov-Østervrå Jernbane (1924)
- Hjørring-Hirtshals Jernbane (1925)

### Tegninger
- Fra Italien (udstillet 1903)
- Fra Pompeji og Rom (udstillet 1906)
- Tårnby Kirke ved Vallø (1912, Nationalmuseet)
- Trappe på Koldinghus, Sdr. fløj, set fra neden (udstillet 1914, 1927)
- Frederiksborg Slot (udstillet 1923)
- Nyborg Slot (udstillet 1923)
- Vallø Slot (udstillet 1923)
- Rådvad Strandmølle (udstillet 1939)

### Skriftlige arbejder
- "Rejsebrev" i: Architekten 1902-03.